# Quan hệ Liên minh châu Âu - NATO
Liên minh châu Âu (EU) và Tổ chức Hiệp ước Bắc Đại Tây Dương (NATO) là hai tổ chức phương Tây dựa trên hiệp ước chính để hợp tác giữa các quốc gia thành viên. Cả hai đều có trụ sở chính tại Brussels, Bỉ. Bản chất của họ khác nhau và họ hoạt động trong các lĩnh vực khác nhau: NATO là một tổ chức liên chính phủ thuần túy hoạt động như một liên minh quân sự với nhiệm vụ chính là thực hiện Điều 5 trong Hiệp ước Bắc Đại Tây Dương về phòng thủ lãnh thổ tập thể. Mặt khác, EU là một thực thể một phần siêu quốc gia và một phần liên chính phủ tương tự như một liên minh kéo theo sự hội nhập kinh tế và chính trị rộng rãi hơn. Không giống như NATO, EU theo đuổi chính sách đối ngoại theo đúng nghĩa của mình - dựa trên sự đồng thuận, và các nước thành viên đã trang bị cho khối này các công cụ trong lĩnh vực phòng thủ và quản lý khủng hoảng; cơ cấu Chính sách Quốc phòng và An ninh Chung (CSDP).
EU có 27 và NATO có 30 quốc gia thành viên - trong đó 21 quốc gia là thành viên của cả hai. Bốn thành viên NATO khác là các ứng viên EU - Albania, Montenegro, Bắc Macedonia và Thổ Nhĩ Kỳ. Hai quốc gia khác — Iceland và Na Uy — đã chọn không vào EU, nhưng tham gia vào thị trường duy nhất của EU với tư cách là một phần của tư cách thành viên Khu vực Kinh tế Châu Âu (EEA) của họ. Các thành viên của EU và NATO là khác nhau, và một số quốc gia thành viên EU theo truyền thống trung lập về các vấn đề quốc phòng. Một số quốc gia thành viên EU trước đây là thành viên của Hiệp ước Warsaw. Đan Mạch từ chối tham gia CSDP.
EU có điều khoản bảo vệ lẫn nhau tương ứng tại Điều 42 (7) và 222 của Hiệp ước về Liên minh châu Âu (TEU) và Hiệp ước về hoạt động của Liên minh châu Âu (TFEU). Tuy nhiên, cơ cấu chỉ huy và kiểm soát của CSDP nhỏ hơn nhiều so với Cơ cấu chỉ huy của NATO (NCS) và mức độ mà CSDP sẽ phát triển để tạo thành một cánh tay phòng thủ đầy đủ cho EU có thể thực hiện điều khoản phòng vệ chung của EU. đúng là một quan điểm tranh cãi, và Vương quốc Anh (UK) đã phản đối điều này. Trước sự kiên quyết của Vương quốc Anh trong các cuộc đàm phán dẫn đến Hiệp ước Lisbon, Điều 42.2 của TEU cũng chỉ rõ rằng NATO sẽ là diễn đàn chính để thực hiện quyền tự vệ tập thể cho các quốc gia thành viên EU cũng là thành viên NATO.
Thỏa thuận Berlin Plus năm 2002 và Tuyên bố chung năm 2018 quy định sự hợp tác giữa EU và NATO, bao gồm cả việc các nguồn lực của NCS có thể được sử dụng để thực hiện các nhiệm vụ CSDP của EU.
Các nước thành viên chính thức của EU không phải thành viên NATO bao gồm:
- Áo
- Cộng hòa Síp
- Phần Lan
- Malta
- Thụy Điển

Chỉ là thành viên EU
Chỉ là thành viên NATO
Thành viên cả hai bên

Các nước không phải thành viên chính thức nhưng có tham gia chính sách quốc phòng và an ninh chung của EU song không phải thành viên NATO bao gồm:
- Thụy Sĩ
- Ukraina

Các nước thành viên NATO nhưng không phải thành viên EU bao gồm:
- Các nước ngoài châu Âu:
  - Canada
  - Hoa Kỳ
- Các nước châu Âu:
  - Albania (đang xin gia nhập EU)
  - Iceland
  - Na Uy
  - Thổ Nhĩ Kỳ (đang xin gia nhập EU)
  - Vương quốc Anh (rút khỏi EU)